# Sodalitas trecentorum
Sodalitas trecentorum (česky přibližně sdružení tří set), používající zkratku CCC, je neformální sdružení kněží v pražské arcidiecézi, kteří se zavázali v případě úmrtí kteréhokoliv jiného člena za něj odsloužit mši svatou.
Bylo založeno v roce 1694, původně byl počet jeho členů omezen na 300 (odtud název) a jeho prvním zapsaným členem byl 16. pražský arcibiskup Jan Bedřich z Valdštejna. Ten se také ještě téhož roku stal prvním zemřelým členem, za nějž byly slouženy mše. Členství původně nebylo vyhrazeno kněžím, ale bylo přístupné i laikům, kteří svou povinnost vůči zemřelým členům plnili tím, že za ně mši nechali odsloužit. Jen pro kněze je členství otevřeno od obnovení sdružení r. 1857.
Při oznámení úmrtí kněze v Acta Curiae Archiepiscopalis Pragensis je do dnešních dnů jeho příslušnost ke sdružení vždy uváděna (například větou Zesnulý byl členem CCC.).